# Dendrocopos
Dendrocopos és un gènere d'ocells de la família dels pícids. Aquests pigots estan presents per Euràsia i Àfrica septentrional. Aquestes aus reben el nom de pigot garser, tanmateix per la complexitat taxonòmica i les constants reclassificacions en base a reconsideracions taxonòmiques fa que aquesta denominació vernacla tingui un valor taxonòmic inespecífic. Als Països Catalans el picot garser gros és l'únic representant autòcton d'aquest tàxon als Països Catalans. Antics representants d'aquest tàxon anomenats comunament pigots garsers, poden haver estat reclassificats als gèneres Dendrocoptes Leiopicus Picoides o Dryobates. Aquest gènere està format per 13 espècies:
- Dendrocopos analis
- Dendrocopos assimilis
- Dendrocopos atratus
- Dendrocopos darjellensis
- Dendrocopos himalayensis
- Dendrocopos hyperythrus
- Dendrocopos leucopterus
- Dendrocopos leucotos
- Dendrocopos macei
- Dendrocopos major
- Dendrocopos noguchii
- Dendrocopos owstoni
- Dendrocopos syriacus